# Landesbeauftragter für Naturschutz in Schleswig-Holstein
Die Landesbeauftragte für Naturschutz in Schleswig-Holstein ist ein dem Ministerium für Energiewende, Klimaschutz, Umwelt und Natur des Landes Schleswig-Holstein zugeordnetes Amt. Derzeitige Landesnaturschutzbeauftragte ist Dr. Juliane Rumpf.

## Aufgaben
Das Landwirtschaftsministerium beschreibt die Aufgaben des Amtes wie folgt:
„Der Landesbeauftragte für Naturschutz unterstützt und berät die oberste und obere Naturschutzbehörde und vermittelt zwischen ihnen und den Bürgerinnen und Bürgern.“ Die Amtsinhaber sind ehrenamtlich für das Land tätig und an Weisungen nicht gebunden. Die Amtszeit beträgt fünf Jahre. Ergänzend ist ein Beirat tätig, der sich aus Kreisnaturschutzbeauftragten und anderen Sachverständigen zusammensetzt.

## Kontroversen
Am 4. Januar 2006 trat der erst 2005 zum Naturschutzbeauftragten berufene Roger Asmussen aus Kritik an der Naturschutzpolitik der damaligen großen Koalition von diesem Amt zurück. Asmussen ist CDU-Mitglied und war vom 13. April 1983 bis zum 31. Mai 1988 Finanzminister des Landes Schleswig-Holstein. Seit dem 9. Juni 1987 war er daneben auch Landesminister für Wirtschaft und Verkehr. Vor allem drei Gründe veranlassen ihn nach eigener Aussage zu diesem Schritt. Der erste Grund war die am 18. Oktober 2005 in Kraft gesetzte Landesverordnung über jagdbare Tierarten und über die Jagdzeiten, in der Rabenkrähen und Elstern ins Jagdrecht übernommen wurden und damit geschossen werden dürfen. Der zweite Grund war, dass ein Entwurf über die Kormoranverordnung nicht entsprechend einem Votum des Beirates beim Landesnaturschutzbeauftragten zurückgezogen wurde. Und schließlich kritisierte Asmussen, dass ihn das Ministerium angemahnt hätte, keine eigene Öffentlichkeitsarbeit zu betreiben.